# Cepphis obsoleta
Cepphis obsoleta är en fjärilsart som beskrevs av Barend J. Lempke 1970. Cepphis obsoleta ingår i släktet Cepphis och familjen mätare. Inga underarter finns listade i Catalogue of Life.